# Paco Gento
Francisco Gento López (Guarnizo, Cantabria, 21 de octubre de 1933-Madrid, 18 de enero de 2022), más conocido como Paco Gento, fue un futbolista español que se desempeñaba como extremo izquierdo. Jugador histórico del Real Madrid Club de Fútbol, club en el que desarrolló casi la totalidad de su carrera deportiva y en el que alcanzó sus mayores éxitos y reconocimientos mundiales. Es recordado como uno de los jugadores más verticales y veloces de su época.
En diciembre de 2015 fue nombrado presidente de honor del club madrileño, cargo que ocupó hasta su fallecimiento.
Al momento de su retirada era el tercer máximo goleador de la historia del Real Madrid C. F. —donde militó dieciocho temporadas—, únicamente superado por sus excompañeros de equipo Alfredo Di Stéfano y Ferenc Puskás, siendo todos integrantes del recordado «Madrid de Di Stéfano» o «Madrid de las cinco Copas de Europa», señalado por la UEFA como uno de los mejores equipos de la historia. Fue del mismo modo considerado como uno de los mejores jugadores del siglo xx según la Federación Internacional de Historia y Estadística de Fútbol (IFFHS), siendo además el único español de nacimiento incluido en dicho listado de cincuenta jugadores. No en vano, ostenta el récord de ser el jugador que ha conquistado más Copas de Europa/Liga de Campeones de la UEFA con seis —igualado por Toni Kroos, Dani Carvajal, Luka Modrić y Nacho Fernández, todos ellos también jugadores del Real Madrid, en 2024—, y el que más títulos de Campeonato de Liga de España conquistó con doce. Al citado palmarés sumó otra Copa Intercontinental que acreditó al club como el mejor del mundo de iure.
Fue internacional absoluto con la selección española en 43 partidos. Participó en dos Copas Mundiales, en la edición de Chile 1962 y en la de Inglaterra 1966, y formó parte del equipo que conquistó la primera Copa de Europa de Naciones de España, actual Eurocopa, en la edición de 1964.
En 1996 el Gobierno de Cantabria le concedió la Medalla de Oro al Mérito en el Deporte Cántabro. Además, es hijo predilecto de El Astillero, donde se le ha dedicado el nombre de una calle. Asimismo ha recibido dos Medallas de Oro al Mérito Deportivo, la Cruz de Isabel La Católica, Medalla de Cisneros de la Ciudad de Madrid y las Insignias de Oro y Brillantes del Racing de Santander y el Real Madrid Club de Fútbol.
Dentro de su vida familiar destaca la dedicación de esta al mundo del deporte, donde su padre, que fue jugador del Cultural de Guarnizo de su ciudad natal, vería cómo sus vástagos se dedicaban también a la práctica del fútbol, donde los hermanos de Paco, Julio y Toñín, llegaron a jugar en Primera División,, y especialmente en el Racing de Santander. Toñín consiguió compartir vestuario con su hermano Paco en el Real Madrid en la temporada 1961-62, aunque Julio perteneció a la A. D. Plus Ultra, primer filial del Real Madrid C. F., y los tres jugaron juntos por única vez en un partido amistoso frente al F. C. Zürich en el año 1959.
La saga familiar se vería continuada con sus sobrinos futbolistas Julio y Paco Llorente, los baloncestistas José Luis y Toñín Llorente, todos ellos vinculados a las distintas secciones deportivas del Real Madrid Club de Fútbol. Una cuarta generación de deportistas en la familia Gento-Llorente está compuesta por Marcos Llorente, hijo de Paco Llorente, futbolista, y los baloncestistas Sergio Llorente y Juan Llorente, hijos de José Luis Llorente.
Debido a su especial repercusión, goles, logros y trayectoria fue declarado decano del fútbol por la FIFA del salón de la fama del fútbol en el año 2017.

## Trayectoria

### Inicios
Nació en 1933 en la localidad cántabra de Guarnizo, perteneciente al municipio de El Astillero. Hijo de un chofer de camión, dejó los estudios a los catorce años para ayudar a su padre y cuidar de las vacas que tenían en una pequeña finca. Comenzó a jugar a la edad de 15 años, siendo cadete en la S. D. Nueva Montaña en 1948, club donde compaginaba el fútbol con el atletismo, merced al cual adquiriría la velocidad que le haría famoso en el futuro, con la ilusión de jugar en el Racing de Santander.
Posteriormente pasa a la primera categoría regional de Cantabria, fichando por el Unión Club de El Astillero, y debuta en la Tercera División de España en la Sociedad Deportiva Rayo Cantabria, que por aquel entonces desempeñaba las funciones de equipo filial del Real Santander, actual Real Racing Club de Santander. Este, que había conseguido asentarse en la Primera División de España y en el que finalmente recala cumpliendo así uno de sus sueños de niño, en la temporada 1952-53 con el que disputaría únicamente diez partidos de Liga en los que anotó dos tantos, para a la edad de 20 años unirse a la disciplina del Real Madrid Club de Fútbol bajo el mandato del presidente Santiago Bernabéu.,

### Esplendor y éxitos en el Real Madrid
Tras debutar en Primera División el 22 de febrero de 1953 frente al Club de Fútbol Barcelona en los antiguos Campos de Sport, se unió al club blanco en la temporada 1953-54, y en él permanecería durante 18 años, tras los cuales se retiraría de la práctica del fútbol profesional y comenzaría su carrera como técnico, donde entrenaría entre otros equipos al Castilla C. F., primer filial del club blanco, y a sus categorías inferiores.

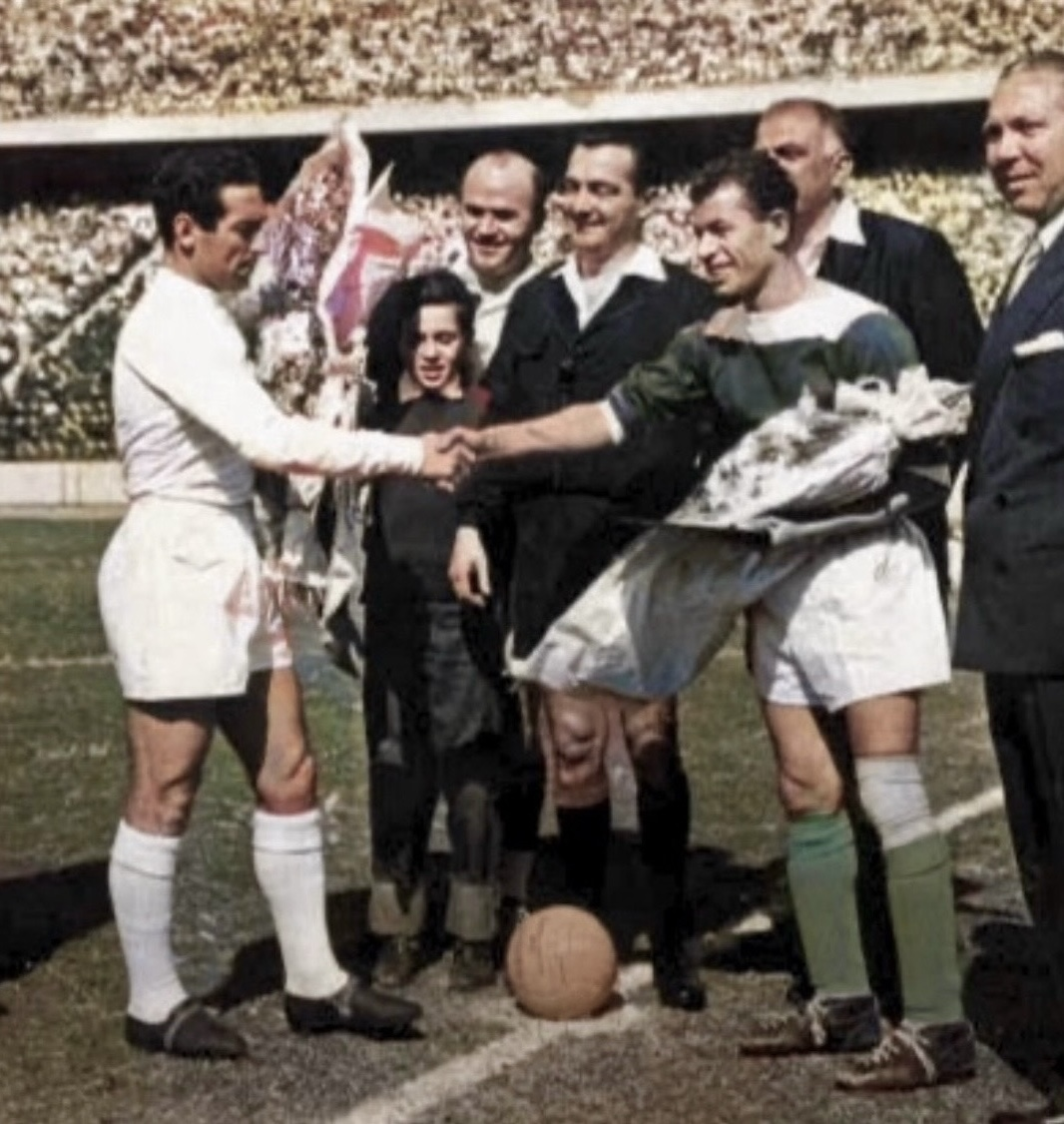
Gento le da la mano al capitán del Zamalek, Sharif El-Far, antes de su partido amistoso con motivo de la celebración de los 50 años del establecimiento del Zamalek en el estadio de El Cairo el 10 de marzo de 1961.

Con el equipo madridista conseguiría doce campeonatos nacionales de Liga (récord del torneo), el primero en su año de debut. Este título fue la primera liga ganada por el club en 20 años. Formó parte de la que ha sido considerada una de las mejores delanteras de todos los tiempos en la historia del fútbol, junto con el húngaro Ferenc Puskás, el francés Raymond Kopa y los hispano-argentinos Alfredo Di Stéfano y Héctor Rial. Con estos jugadores logró la hazaña aún no igualada de conquistar cinco Copas de Europa consecutivas, correspondientes a las cinco primeras ediciones del torneo, en los años 1955-56, 1956-57, 1957-58, 1958-59 y 1959-60. A la que sucedería una más en la temporada 1965-66, en el denominado «Madrid de los yeyé», formado en su mayoría por jugadores nacionales. Lo que le sirvió para convertirse en el único jugador de la historia en haber ganado seis Copas de Europa hasta 2024, el trofeo más prestigioso a nivel de clubes en Europa, y cambiar el rumbo de la entidad, para convertirse en el equipo dominador de España y Europa.

Sumaría también dos títulos de Copa de España, además de coronarse como primer campeón mundial de la historia al conquistar un nuevo trofeo, la Copa Intercontinental en 1960, disputada entre los campeones de Europa y Sudamérica que venció asimismo en su primera edición, donde marcaría un gol en la victoria global por 5-1 frente a Club Atlético Peñarol de Uruguay. Hasta el 30 de abril de 2022 fue el jugador que más títulos poseía en la historia del Real Madrid, momento en el que fue superado por Marcelo Vieira.

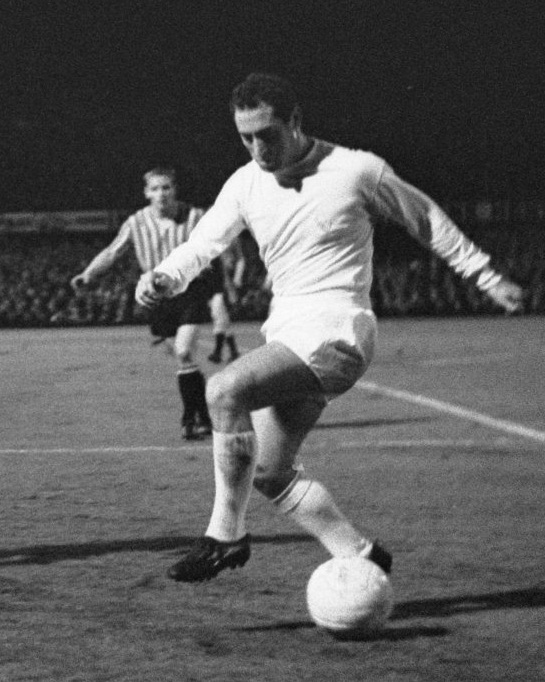
Paco Gento durante un partido de la Copa de Europa 1965-66.

Fue considerado como el extremo más rápido de todos los tiempos por diversos medios y compañeros de profesión, como manifestó, por ejemplo, un defensor del equipo inglés Manchester United Football Club tras enfrentarse a él:

"Gento corre mucho, pero lo peor no es cómo corre, lo peor es cómo se para."

Su velocidad acarrearía problemas incluso a sus compañeros, que sufrían para seguir el ritmo del cántabro, hasta que Héctor Rial, compañero en el club, le instruiría para sacar un mejor provecho de sus habilidades.

## Selección nacional
Disputó 44 partidos con la selección nacional de España, de los cuales uno con España "B", y llegó a formar parte de la selección mundial que se enfrentó en 1963 a la selección inglesa para conmemorar el centenario de la Federación de Fútbol de Inglaterra (FA). 
Igualmente, formó parte integrante de la plantilla de la selección española en su camino hacia la Eurocopa 1964. Si bien no participó en la fase final de la misma, sí jugó partidos correspondientes a la fase clasificatoria. Fue definitivo su gol frente a la selección de Irlanda del Norte, en el partido de vuelta de los octavos de final disputado en Belfast.
Con España consiguió anotar un total de cinco goles, y sumó un total de 23 victorias, 8 empates y 12 derrotas. Su debut se produjo el 18 de mayo de 1955 en un amistoso frente a la selección de Inglaterra que concluyó con empate a uno, en el Estadio Santiago Bernabéu de Madrid (18 de mayo de 1955). Su último partido fue el España 6, Finlandia 0 el 15 de octubre de 1969 en La Línea de la Concepción, Cádiz, clasificatorio para el Mundial de México, 1970.

### Participaciones en Copas del Mundo
- Chile 1962 (España)
- Inglaterra 1966 (España)

## Estadísticas

### Clubes
Datos actualizados a fin de carrera deportiva.
| Club | Div.                    | Temporada               | Liga  | Liga  | Copas (1) | Copas (1) | Internacional (2) | Internacional (2) | Total (3) | Total (3) | Media goleadora |
| Club | Div.                    | Temporada               | Part. | Goles | Part.     | Goles     | Part.             | Goles             | Part.     | Goles     | Media goleadora |
| --- | ----------------------- | ----------------------- | ----- | ----- | --------- | --------- | ----------------- | ----------------- | --------- | --------- | --------------- |
| Real Santander S. D. · España | 1.ª                     | 1952-53                 | 10    | 2     | 4         | 1         | —                 | —                 | 14        | 3         | 0.21            |
| Real Madrid C. F. · España | 1.ª                     | 1953-54                 | 17    | —     | 4         | —         | —                 | —                 | 21        | 0         | 0               |
| Real Madrid C. F. · España | 1.ª                     | 1954-55                 | 24    | 6     | 3         | —         | 2                 | —                 | 29        | 6         | 0.21            |
| Real Madrid C. F. · España | 1.ª                     | 1955-56                 | 29    | 7     | 6         | 3         | 7                 | 1                 | 42        | 11        | 0.26            |
| Real Madrid C. F. · España | 1.ª                     | 1956-57                 | 27    | 7     | 3         | —         | 10                | 4                 | 40        | 11        | 0.28            |
| Real Madrid C. F. · España | 1.ª                     | 1957-58                 | 28    | 7     | 5         | 1         | 6                 | 3                 | 39        | 11        | 0.28            |
| Real Madrid C. F. · España | 1.ª                     | 1958-59                 | 21    | 7     | 4         | 2         | 8                 | 1                 | 33        | 10        | 0.30            |
| Real Madrid C. F. · España | 1.ª                     | 1959-60                 | 27    | 14    | 5         | 3         | 6                 | 2                 | 38        | 19        | 0.48            |
| Real Madrid C. F. · España | 1.ª                     | 1960-61                 | 28    | 9     | 8         | 3         | 3                 | 2                 | 39        | 14        | 0.36            |
| Real Madrid C. F. · España | 1.ª                     | 1961-62                 | 25    | 6     | 9         | 4         | 9                 | 2                 | 43        | 12        | 0.28            |
| Real Madrid C. F. · España | 1.ª                     | 1962-63                 | 25    | 7     | 4         | 1         | 2                 | 1                 | 31        | 9         | 0.29            |
| Real Madrid C. F. · España | 1.ª                     | 1963-64                 | 24    | 12    | 2         | —         | 9                 | 3                 | 35        | 15        | 0.43            |
| Real Madrid C. F. · España | 1.ª                     | 1964-65                 | 23    | 4     | 3         | —         | 6                 | 5                 | 32        | 9         | 0.28            |
| Real Madrid C. F. · España | 1.ª                     | 1965-66                 | 28    | 10    | 3         | 2         | 9                 | 3                 | 40        | 15        | 0.38            |
| Real Madrid C. F. · España | 1.ª                     | 1966-67                 | 20    | 11    | 5         | —         | 5                 | —                 | 30        | 11        | 0.37            |
| Real Madrid C. F. · España | 1.ª                     | 1967-68                 | 24    | 8     | 1         | —         | 7                 | 5                 | 32        | 13        | 0.41            |
| Real Madrid C. F. · España | 1.ª                     | 1968-69                 | 26    | 8     | 2         | 1         | 2                 | —                 | 30        | 9         | 0.30            |
| Real Madrid C. F. · España | 1.ª                     | 1969-70                 | 24    | 3     | 4         | 1         | 3                 | 3                 | 31        | 7         | 0.22            |
| Real Madrid C. F. · España | 1.ª                     | 1970-71                 | 7     | —     | 2         | —         | 6                 | —                 | 15        | 0         | 0               |
| Total Real Madrid C. F. | Total Real Madrid C. F. | Total Real Madrid C. F. | 427   | 126   | 73        | 21        | 100               | 35                | 600       | 182       | 0.30            |
| Total carrera | Total carrera           | Total carrera           | 437   | 128   | 77        | 22        | 100               | 35                | 614       | 185       | 0.30            |
| (1) Incluye datos de la Copa de España (1952-71). (2) Incluye datos de la Copa Intercontinental (1960-66); Copa Latina (1954-57); Copa de Europa (1955-70); Recopa de Europa (1970-71). (3) No incluye goles en partidos amistosos. |                         |                         |       |       |           |           |                   |                   |           |           |                 |

### Selecciones
| Selección | Temporada | Europeos | Europeos | Mundiales(3) | Mundiales(3) | Amistosos(4) | Amistosos(4) | Total | Total | Media goleadora |
| Selección | Temporada | Part.    | Goles    | Part.        | Goles        | Part.        | Goles        | Part. | Goles | Media goleadora |
| --- | --------- | -------- | -------- | ------------ | ------------ | ------------ | ------------ | ----- | ----- | --------------- |
| España | 1954-55   | —        | —        | —            | —            | 1            | —            | 1     | 0     | 0               |
| España | 1955-56   | —        | —        | —            | —            | 1            | —            | 1     | 0     | 0               |
| España | 1956-57   | —        | —        | 3            | —            | 2            | —            | 5     | 0     | 0               |
| España | 1957-58   | —        | —        | 1            | —            | 2            | —            | 3     | 0     | 0               |
| (3) Incluye datos en fases de clasificación de la Eurocopa (1954-70). (4) Incluye datos en fases de clasificación de la Copa Mundial (1954-70). |           |          |          |              |              |              |              |       |       |                 |

### Entrenador
| Club                                   | Temporadas |
| -------------------------------------- | ---------- |
| Castilla C. F.                         | ?          |
| C. D. Castellón                        | 1974       |
| Palencia C. F.                         | 1977-79    |
| Granada C. F.                          | 1980-81    |
| Fútbol formativo del Real Madrid C. F. | ?          |
| Selección de Cantabria                 | 1997-03    |

## Palmarés y distinciones

### Campeonatos nacionales
| Título             | Club              | Año  |
| ------------------ | ----------------- | ---- |
| Campeonato de Liga | Real Madrid C. F. | 1954 |
| Campeonato de Liga | Real Madrid C. F. | 1955 |
| Campeonato de Liga | Real Madrid C. F. | 1957 |
| Campeonato de Liga | Real Madrid C. F. | 1958 |
| Campeonato de Liga | Real Madrid C. F. | 1961 |
| Campeonato de Liga | Real Madrid C. F. | 1962 |
| Copa               | Real Madrid C. F. | 1962 |
| Campeonato de Liga | Real Madrid C. F. | 1963 |
| Campeonato de Liga | Real Madrid C. F. | 1964 |
| Campeonato de Liga | Real Madrid C. F. | 1965 |
| Campeonato de Liga | Real Madrid C. F. | 1967 |
| Campeonato de Liga | Real Madrid C. F. | 1968 |
| Campeonato de Liga | Real Madrid C. F. | 1969 |
| Copa               | Real Madrid C. F. | 1970 |

### Campeonatos internacionales
La oficialidad de la Pequeña Copa Mundial de Clubes en 1956 no está clara.
| Título                 | Equipo            | Año  |
| ---------------------- | ----------------- | ---- |
| Copa Latina            | Real Madrid C. F. | 1955 |
| Copa de Europa         | Real Madrid C. F. | 1956 |
| Pequeña Copa del Mundo | Real Madrid C. F. | 1956 |
| Copa de Europa         | Real Madrid C. F. | 1957 |
| Copa Latina            | Real Madrid C. F. | 1957 |
| Copa de Europa         | Real Madrid C. F. | 1958 |
| Copa de Europa         | Real Madrid C. F. | 1959 |
| Copa de Europa         | Real Madrid C. F. | 1960 |
| Copa Intercontinental  | Real Madrid C. F. | 1960 |
| Copa de Europa         | Real Madrid C. F. | 1966 |

### Distinciones individuales
Cuando se retiró del fútbol tuvo breve un paso por la política.
En 1996 el Gobierno de Cantabria le concedió la Medalla de Oro al Mérito en el Deporte Cántabro. Además es Hijo Predilecto de El Astillero donde se le ha dedicado el nombre de una calle. También ha recibido la Gran Cruz de la Real Orden del Mérito Deportivo (2001), dos Medallas de Oro al Mérito Deportivo, la Cruz de Isabel la Católica, Medalla de Cisneros de la Ciudad de Madrid y las Insignias de Oro y Brillantes del Racing de Santander y del Real Madrid Club de Fútbol donde fue nombrado además en 2001 embajador del club en Europa., El 20 de septiembre de 2015 recibió una estrella en el paseo de la fama de Tetuán en Santander.
| Distinción            | Año  |
| --------------------- | ---- |
| Trofeo Monchín Triana | 1957 |
| Marca Leyenda         | 2007 |